# Mohamed Daoudou
Pour les articles homonymes, voir Daoudou.
 (mars 2022).
Il peut être nécessaire de l'améliorer pour respecter le principe de neutralité de point de vue. Veuillez consulter la page de discussion pour plus de détails.

Mohamed Daoudou, né le 24 novembre 1973 à Moroni, est une personnalité politique comorienne.

## Biographie
Mohamed Daoudou naît le 24 novembre 1973 à Moroni. Il est ministre de l'Intérieur des Comores entre le 2 juin 2016 et 26 août 2021,,. En novembre 2023, Mohamed Daoudou déclare officiellement sa candidatures à la présidentielle du 14 janvier 2024. En mai 2024, Mohamed Daoudou est arrêté par la police. Mohamed Daoudou est accusé de mise en danger d'un agent de la force publique, de violence et séquestration, de propagande et d'incitation à la violence.